# Средняя Греция
Средняя Греция (греч. Στερεά Ελλάδα) — географический регион современной, османской (Ливадия) и Древней Греции. Средняя Греция простиралась от ущелья Фермопилы, единственного относительного прохода в Северную Грецию, до узкого перешейка Истм, где соединяется с Южной Грецией (Пелопоннесом), от которой отделена морем. Средняя Греция делилась горными хребтами на ряд исторических областей (с запада на восток): Акарнания, Этолия, Фокида, Беотия и Аттика. Средняя Греция также включает в себя так регионы, как Дориду, Малиду, Локриду Опунтскую, Локриду Эпикнемидскую Локриду Озольскую, Мегариду и Этею.
С запада и юга Среднюю Грецию омывает Ионическое море, на востоке — Эгейское море. Береговая линия сильно изрезана, важнейшие заливы на юге — Патрасский (Патраикос), Коринфский залив и Саронический (Сароникос), за западе — Амбракийский (Амвракикос), на востоке — Малийский (Малиакос). Важнейшие острова — большой остров Эвбея на востоке, Ионические острова на западе.
Средняя Греция является одним из ключевым географическим регионом. Начиная с конца бронзового века, на её территории возникали города. В этом регионе были такие города, как Галиарт, Дельфы, Копы (греч.), Коронея, Лебадея, Ороп, Орхомен, Платеи, Страт (греч.), Танагра, Трахин, Ферм, Фивы, Элатея, Эниады и другие. В Средней Греции находятся Афины — столица современной Греции.
Регион Средняя Греция не совпадает с современной периферией Центральная Греция, области Акарнания и Этолия относятся к периферии Западная Греция, а Аттика — к периферии Аттика.

## История
Во 2-м тысячелетии до н. э. на востоке Средней Греции находился ряд центров микенской цивилизации (Фивы, Орхомен, Афины). Аттика, Беотия и отчасти Фокида играли важнейшую роль в истории Древней Греции в 1-м тысячелетии до н. э.. В эллинистический период важное значение получил Этолийский союз.